# Ardatov (Mordovia)
Ardatov (in russo Ардатов?) è una città della Repubblica di Mordovia, Russia. È collocata sulle rive del fiume Alatyr' a circa 114 km a nord-est della capitale, Saransk.
Ardatov viene menzionata la prima volta come villaggio con il nome di Ardatovo (russo Арда́тово) nel 1671. È stato istituito come paese mordvino nel 1780.

## Società

### Evoluzione demografica
Nel 1959 la popolazione era di circa 8.400 abitanti, sotto il regime sovietico; all'ultimo censimento, avvenuto nel 2021 si stimano 8.857 abitanti.

## Amministrazione
Ardatov è capoluogo dell'Ardatovskij raion. La città ha lo stesso fuso orario di Mosca. Il suo codice nel registro OKATO è 89203501.